# کرم پیله‌ساز (فیلم ۲۰۱۰)
کرم پیله‌ساز (انگلیسی: Caterpillar) فیلمی در ژانر درام به کارگردانی کوجی واکاماتسو است که در سال ۲۰۱۰ منتشر شد. از بازیگران آن می‌توان به شینوبو تراجیما و آراتا ایورا اشاره کرد.